# Stobnickie Babki
Stobnickie Babki – pomnik przyrody, zespół pięciu starych sosen, zlokalizowany w pobliżu wsi Stobnica, sto metrów na północ od wejścia do stacji doświadczalnej Wilczy Park.
Pomnikowe sosny rosną w dolinie Kończaka, przy ścieżce dydaktycznej i mają obwody pni do 310 cm. Oznaczone stosowną tablicą.